# Endri Hasa
Endri Hasa (ur. 16 lutego 1981 w Elbasanie) – albański informatyk, deputowany do Zgromadzenia Albanii z ramienia Demokratycznej Partii Albanii.

## Życiorys
Ukończył studia z zakresu inżynierii elektronicznej na Uniwersytecie Florenckim, następnie odbył studia magisterskie z zakresu administracji i technologii na Uniwersytecie w Sheffield. Pracował następnie jako ekspert informatyki na terenie Francji, we Florencji i w Tiranie, gdzie w latach 2010-2013 był dyrektorem Narodowej Agencji Społeństwa Informacyjnego (alb. Agjencia Kombëtare e Shoqërisë së Informacionit).
W latach 2014–2017 należał do prezydium Demokratycznej Partii Albanii, z jej ramienia w 2017 roku został deputowanym do Zgromadzenia Albanii.